# Dobrzyków

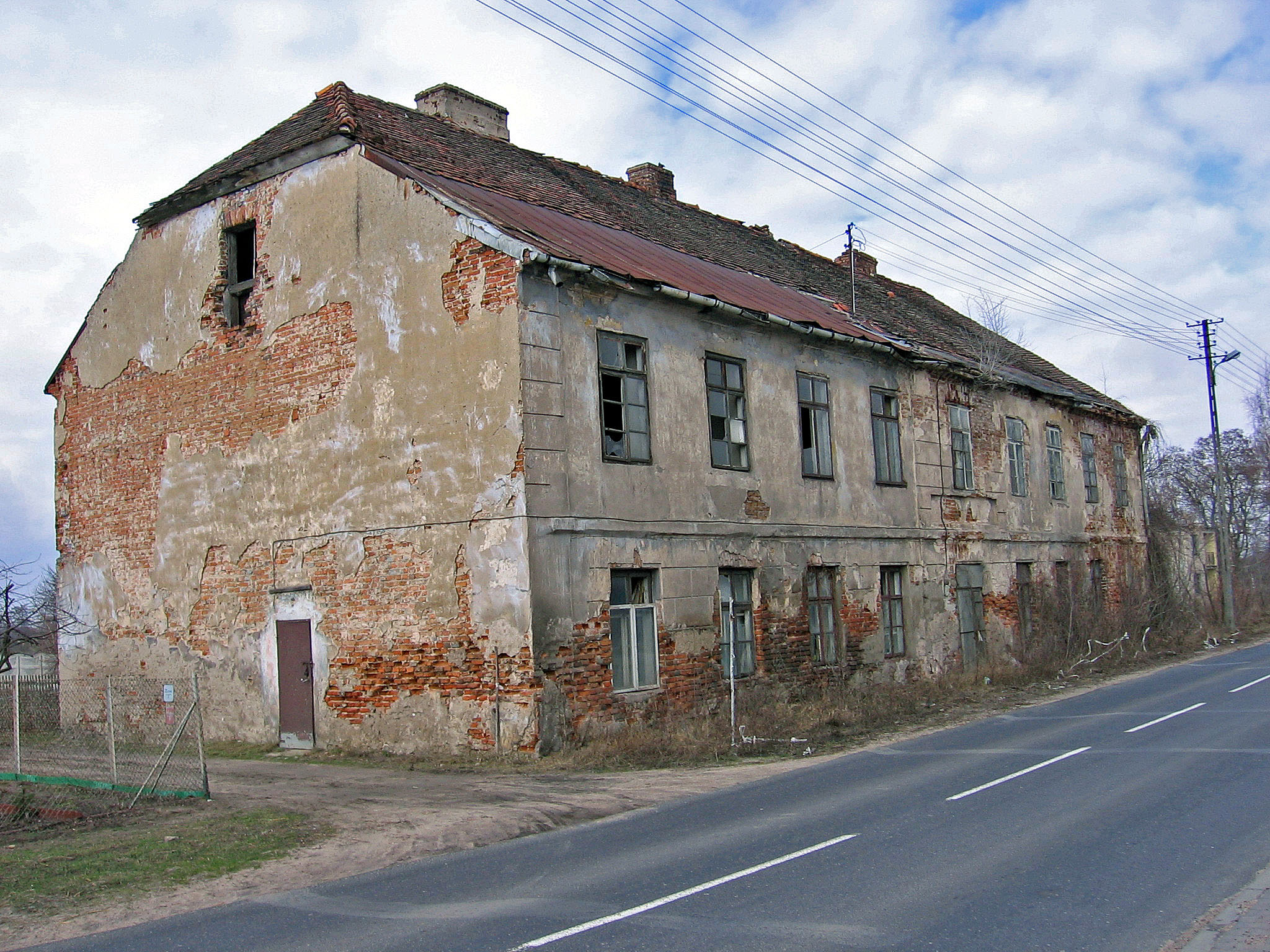
W XVIII w. magazyn soli, w czasach napoleońskich – szpital dla żołnierzy. Został wyburzony w 2013 roku.

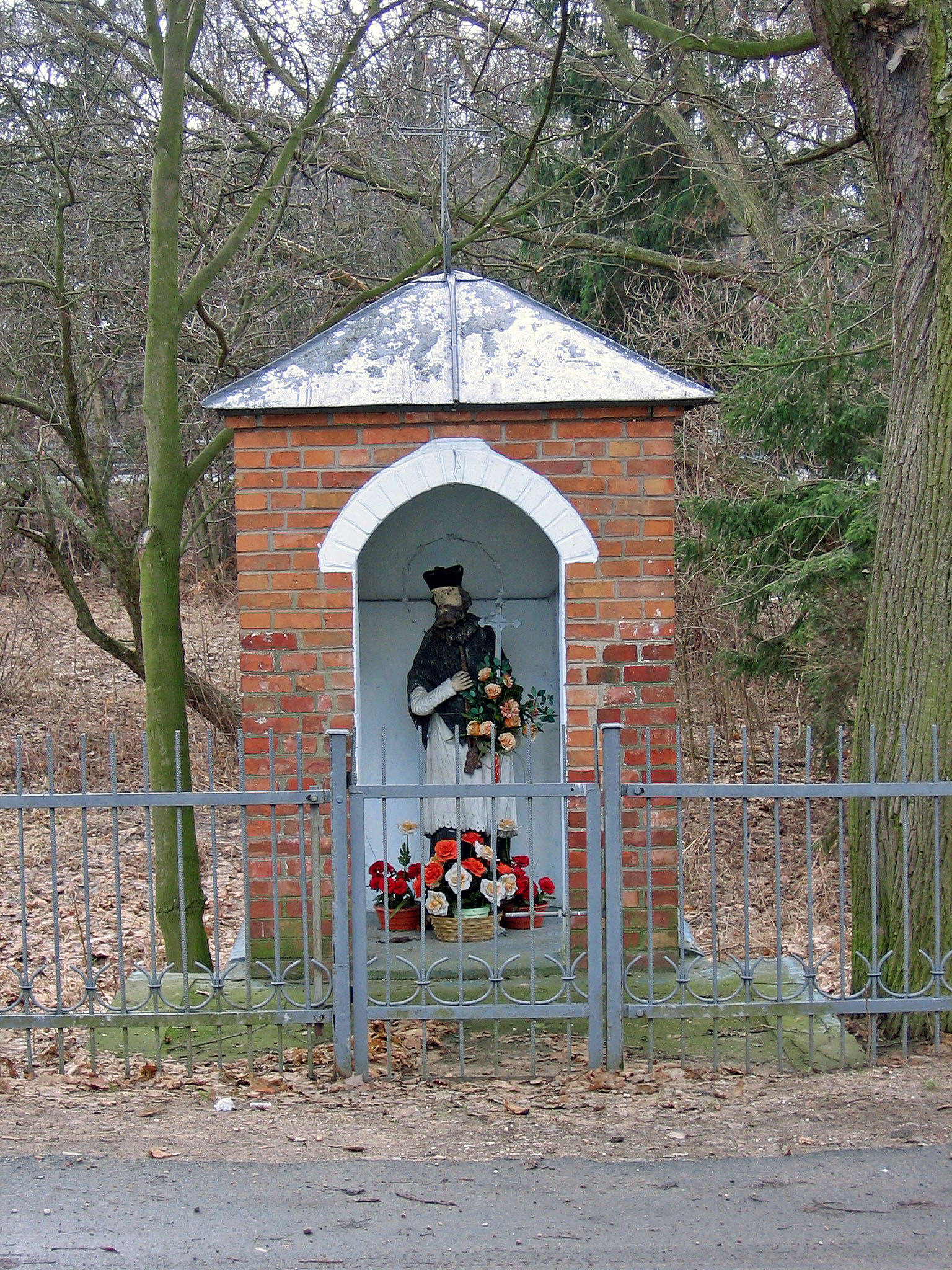
Kapliczka przy kościele

Dobrzyków – wieś sołecka w Polsce, położona w województwie mazowieckim, w powiecie płockim, w gminie Gąbin. Leży na lewym brzegu Wisły, na południe od Płocka.

## Położenie geograficzne
Według regionalizacji fizycznogeograficznej Dobrzyków położony jest w mikroregionie Równina Brwilna-Radziwia, będącej częścią Kotliny Płockiej – mezoregionu Pradoliny Toruńsko-Eberswaldzkiej. Obszar miejscowości znalazł się w zasięgu najmłodszego zlodowacenia, co wpłynęło na większe urozmaicenie rzeźby terenu.
W Dobrzykowie krzyżują się dwie drogi wojewódzkie: nr 574 oraz nr 575.
W podziale geobotanicznym Polski obszar wsi należy do Działu Mazowiecko-Poleskiego, do Krainy Północnomazowiecko-Kurpiowskiej.
Przez miejscowość przepływa Wielka Struga – ciek wodny, który bierze swój początek w Antoninowie i po przepłynięciu przez dwa jeziora wpada w Dobrzykowie do Kanału Dobrzykowskiego. Kanał, jeszcze w granicach wsi, uchodzi do Wisły.

## Historia miejscowości

### Okres przed II wojną światową
Wieś wzmiankowana już w 1341 r. (Dobrzyków został włączony do nowo utworzonej parafii w Troszynie). W XIV w. została ufundowana parafia pw. św. Stanisława, Doroty i Barbary w Dobrzykowie, dzięki księciu Ziemowitowi. Pierwsze informacje o kościele pochodzą z 1453 r., 36 lat później w 1489 r. wzniesiono świątynię z drewna modrzewiowego. W latach 1506–1635 parafia Dobrzyków należała do Radziwia (przyłączył biskup Erazm Ciołek). Kolejną świątynię na miejscu starej, którą zapewne strawił pożar, zbudowano w roku 1635. Z tego też okresu pochodzi najstarsza część obecnego kościoła – murowana zakrystia i skarbiec.
Wieś szlachecka Dobrzykowo położona była w drugiej połowie XVI wieku w powiecie płockim województwa płockiego.
Obecny kościół wystawił w 1775 r. ówczesny dziedzic Dobrzykowa wojewoda witebski Józef Sołłohub. Szczególnej czci doznaje pochodzący z pierwszej połowy XVII wieku obraz Matki Bożej z Dzieciątkiem w polu głównym ołtarza, namalowany na desce, z koronami. Obraz ten, zgodnie z wielowiekową tradycją, stanowił cel wędrówek pątników z okolicznych parafii na nabożeństwo w Zielone Świątki.
Korzystnym okresem dla rozwoju Dobrzykowa były lata I Rzeczypospolitej, kiedy należała ona do Mikołaja z Krosni, herbu Dołęga, pisarza Ciechanowskiego, marszałka książęcego i starosty płockiego, a później do jego potomków, którzy przyjęli nazwisko „Dobrzykowski”. W Dobrzykowie powstała przystań, gdzie przybijały barki i szkuty by przewieźć towary do Gdańska, a także spichlerze zbożowe i komora solna. Tu odbywało się przechowywanie i załadunek towarów, miały miejsce transakcje szlachty. W 1646 roku kupiec gąbiński – Szymon Stankiewicz kupił od szlachty i spławił do Gdańska ok. 18 ton zboża, 3,7 ton tatarki, 2,6 ton grochu, płacąc za wszystko 4256 złotych. Zakupiony towar dostarczali na szkuty wiślane chłopi pańszczyźniani szlachty zawierającej transakcje. Wracający z Gdańska w górę rzeki kupcy przywozili m.in. beczki z solą i śledziami. W Dobrzykowie, podobnie jak w innych nadwiślańskich wsiach mieszkali ludzie zatrudnieni na wodzie i z nią związani. W związku ze wzrostem eksportu zboża, powstaniem przystani, komory solnej, wzrostem wydajności pracy w gospodarstwach chłopskich Dobrzyków znacznie się rozwinął, a społeczeństwo stało się zamożniejsze.
W 1708 r., w czasie III wojny północnej, gdy dziedzicem był Wojciech Goiszewski, wojska szwedzkie spaliły dwór i zrabowały wioskę, która wówczas liczyła 83 poddanych.
W 1730 r. na terenie obecnej miejscowości Małe Góry, a wcześniej w Górach Dobrzykowskich została zbudowana przez pustelnika kapliczka. Budowla sakralna wykonana z drewna modrzewiowego na dębowych przyciesiach posiadała wymiary 10 × 7 × 5 m. Dach zaś był pokryty gontem z wieżyczką oraz sygnaturą pośrodku. Wewnątrz kapliczki znajdowało się źródełko, z którego woda, według opinii wiernych, posiadała cudowną moc. W niewielkim zabytkowym ołtarzyku mieścił się obraz Najświętszej Marii Panny, malowany na płótnie, pochodzący prawdopodobnie z dawnego kościoła w Ciechomicach. Przed II wojną światową pielęgnowany był zwyczaj, iż do kapliczki udawali się parafianie i pątnicy z Czermna, Gąbina, Radziwia, Płocka, Imielnicy na zakończenie trzydniowych uroczystości odpustowych.
Na przełomie XVIII i XIX wieku pobudowano w Dobrzykowie zajazd. Był to budynek piętrowy, z mieszkalnym poddaszem, z tzw. dachem naczółkowym pokrytym dachówką. Miał on szeroką drewnianą bramę, która prowadziła na podwórze. W zajazdach tego typu zatrzymywali się kupcy, poszukujący zarobku rzemieślnicy, a także liczni rybacy i wodniacy. W pobliżu zajazdu powstał także budynek administracyjny dawnej komory solnej i magazynu zbożowego. Była to budowla dwukondygnacyjna, dziewięcioosiowa, z dwutraktowym układem wnętrza, sienią oraz piwnicami o sklepieniach kolebkowych. Społeczeństwo lokalne nazywało go „Magazynem”, podczas gdy dawny zajazd – „Murowanką”. W okresie powstań narodowych kasa magazynu solnego wielokrotnie wspierała działania powstańcze.
W 1793 po II rozbiorze Dobrzyków znalazł się w zaborze pruskim, w obrębie tzw. Prus Południowych, w granicach departamentu piotrkowskiego, powiatu gostynińskiego i gostynińskiej inspekcji podatkowej. A po III rozbiorze – w granicach departamentu warszawskiego, rejencji płockiej, powiecie gostynińskim i łęczyckiej inspekcji podatkowej.
Wysłana 9 września 1794 r. dywizja gen. Jana Henryka Dąbrowskiego miała wesprzeć i rozszerzyć powstanie wielkopolskie. Porucznik Bielanowski z pułku Mazurów przeprowadził rekonesans dla dywizji gen. Dąbrowskiego. W 40 koni przez Buraków i Puszczę Kampinoską dotarł do Radziwia, Bielanowski zabrał z Kasy Królewskiej Powiatu Gostynińskiego, urzędu pocztowego w Gąbinie i ze składu soli w Dobrzykowie 60 tys. złotych. Następnie tą samą drogą wrócił do Warszawy. Ten czyn wprawił w przerażenie urzędników pruskich. Główne siły Dąbrowskiego (3 tys. żołnierzy) przeszły przez Gąbin 17-18 września, rozprawiając się po drodze z mniejszymi oddziałami pruskimi. Dowódca prawego skrzydła, Bielamowski, idąc z dwustukonnym oddziałem wzdłuż Wisły, zabrał z magazynu we wsi Tokary 17 tys. beczek soli i 9 tys. złotych.
W 1807 w Dobrzykowie i Tokarach, powstały lazarety. Przywożono tu rannych lub chorych żołnierzy dywizji gen. Józefa Zajączka, wspomagającej Francuzów w kampanii 1807 roku. Główny lazaret mieszczący się w Dobrzykowie mógł pomieścić 1600 osób, a liczba żołnierzy w nim wyleczonych była bardzo wysoka. Sprzęt będący wyposażeniem lazaretu został dostarczony przez ludność całego powiatu gostynińskiego. W wiosce powstał również magazyn na 5 tys. racji żywności i 1 tys. racji furażu (pasza dla koni wojskowych). Dobrzyków został zaliczony do tzw. drugiego rzędu etapów, pierwszy rząd etapów znajdował się w Gąbinie, gdzie zmagazynowano 10 tys. racji żywności i 2 tys. racji furażu, trzeci rząd to Tokary (5 tys. racji żywności i 500 racji furażu).
W 1811 r. w wiosce zamieszkiwało dwóch rzemieślników: garncarz i bednarz, podczas gdy w pobliskim Grabiu: obraźnik, kowal i rymarz. W 1815 r. Dobrzyków wszedł w skład powstałego na mocy postanowień kongresu wiedeńskiego Królestwa Polskiego, obwód Gostynin, woj. mazowieckie.
W roku 1827 Dobrzyków liczył 48 osadników. W tym czasie parafia dobrzykowska dekanatu gostynińskiego liczyła 3474 osób. Dobra wsi składały się z folwarku, wsi Korzeniówka Nowa, Korzeniówka Stara i Kłopówka (wieś powstała z gruntów poduchownych). Rozległość powierzchni dworskiej wynosiła 2740 mórg. Największą ich część stanowiły tereny po wyciętym lesie – 1310 mórg, następnie grunty orne i ogrody – 381 mórg, a także lasy 360 mórg. Łąki zajmowały 231 mórg, nieużytki i place – 230 mórg, pastwiska 192 morgi. Znikomą część powierzchni pokrywały zarośla – 30 mórg i osady karczemne – 6 mórg. W dobrach tych mieściło się 17 budynków murowanych, 26 drewnianych, gorzelnia, browar, młyn wodny, cegielnia i pokłady torfu. W granicach wsi mieściła się również przystań statku parowego, którą upamiętnia znajdująca się na obecnej granicy Dobrzykowa i Jordanowa figurka św. Jana.
W latach trzydziestych rząd Królestwa Polskiego sprowadził w ten rejon kolonistów holenderskich, w celu zagospodarowania terenów nadwiślańskich. W okresie między powstaniem listopadowym a powstaniem styczniowym na obszarze Zachodniego Mazowsza szybko zaczął się rozwijać przemysł cukrowniczy i garbarniczy, powstawało również wiele gorzelni, jedna z większych znajdowała się w Dobrzykowie. W 1862 r. dobrzykowska gorzelnia wyprodukowała 36 863 l okowity.
W czasie powstania listopadowego Parafia Dobrzyków złożyła daninę w postaci złotych i srebrnych przedmiotów, stanowiących własność kościoła. W rejonie Dobrzykowa we wrześniu 1831 r. oddziały powstańcze pod dowództwem gen. Józefa Bema, uchodząc przed armią carską zbudowały drewniany most na Wiśle, wykorzystując jako budulec rozebrane w tym celu z pobliskich wiosek budynki inwentarskie i parkany. Budową kierował i dostarczył budulca flotylli rzecznej płocczanin podpułkownik August Szulc, wysłany następnie do Egiptu w celu formowania legionu polskiego. Gdy akcja nie powiodła się, Szulc wstąpił do armii egipskiej i budował dla niej fortyfikacje.
Na miejscowym cmentarzu w zbiorowej mogile zostało pochowanych około 20 powstańców walczących w powstaniu styczniowym w 1863 r. Podczas zrywu narodowego na terenie Parafii Dobrzyków, w pobliskiej Grabinie powstańcy rozbili obóz. W wyniku zdrady obóz został odnaleziony i rozbity przez władze carskie.
Pod koniec stycznia 1905 roku na wieść o wydarzeniach rewolucyjnych w Petersburgu i w Warszawie na obszarze zachodniego Mazowsza nasiliły się nastroje buntu. Późną wiosną i latem 1905 r. ruch rewolucyjny objął Dobrzyków i pobliskie wsie. 9 października 1905 r. grupa chłopów z Dobrzykowa pod przewodnictwem braci Makarego i Piotra Dembowskich zabroniła urzędnikom gminy Dobrzyków pisania akt po rosyjsku. Chłopi odmówili też strażnikom ziemskim podwód (dostarczanie wozów i koni w czasie podróży), wołając: teraz u nas wolność i nie będziemy dawać żandarmom podwód ani innych powinności!. Chłopi z pobliskich wiosek niszczyli carskie portrety w urzędach oraz zamazywali wszelkie rosyjskie napisy.
W okresie I wojny światowej dnia 23 kwietnia 1918 r. żołnierze niemieccy mimo protestu ks. Proboszcza Sylwestra Gałeckiego, jak również członków dozoru koscielnego – Jana Łyzińskiego i Jana Jankowskiego – zarekwirowali trzy dzwony kościelne należące do Parafii Dobrzyków. Na żądanie księdza pozostawili dowód rekwizycji w języku niemieckim.
W 1920 r. wielu dobrzykowian, a także mieszkańców okolicznych wsi zaciągnęło się na ochotnika do armii polskiej, broniąc dopiero co wywalczonej niepodległości. Ku czci poległych w wojnie 1920 roku ufundowano w centrum Dobrzykowa pomnik z popiersiem Marszałka Piłsudskiego. W okresie międzywojennym pod pomnikiem odbywały się ważne uroczystości lokalne z okazji Narodowego Święta Niepodległości i 3 Maja. Tu zbierały się poczty sztandarowe, odbywały się uroczyste akademie z udziałem uczniów szkoły dobrzykowskiej i szkół okolicznych. Dzieci ze szkoły w Korzeniówce udawały się pod pomnik z biało-czerwonymi chorągiewkami. W czasie II wojny światowej pomnik został zniszczony przez Niemców.
Przed wybuchem II wojny światowej Dobrzyków był siedzibą władz gminnych. Należał do powiatu gostynińskiego, województwa warszawskiego. W Dobrzykowie mieściła się siedmioklasowa szkoła powszechna, której kierownikiem był cieszący się dużym autorytetem wśród społeczeństwa Tadeusz Gross. W placówce działało harcerstwo. Szkoła posiadała również dobrze wyposażoną bibliotekę. Druga biblioteka mieściła się w budynku Gminy, a trzecią – bibliotekę parafialną – otworzył w dniu 8 grudnia 1938 roku ks. Władysław Duszczyk – Proboszcz Parafii Dobrzyków w latach 1932-1942. W Dobrzykowie mieściła się przystań, która była miejscem ruchu pasażerskiego i handlowego. Stąd odpływały statki pasażerskie do Warszawy, Włocławka, Gdańska, a także statki wiozące towary. Przystań była również ulubionym miejscem świątecznych spacerów dobrzykowian. Większość ludności trudniła się rolnictwem. Najbardziej urodzajne gleby znajdowały się nad wałem wiślanym oraz na tzw. Kępie Tokarskiej. Powiśle obfitowało w sady i ogrody, czego dowodem były znajdujące się w prawie każdym gospodarstwie nadwiślańskim suszarnie owoców. Na skutek mrozów w 1928, 1940, 1941 i 1942 roku 70% sadów wymarzło. Potrzeby ludności zaspokajały dwa sklepy, młyn, wiatrak i trzy kuźnie. Znaczną część ludności gminy Dobrzyków, zwłaszcza nad wałem, Kępie Tokarskiej, Okopach, Troszynie Niemieckim, Borkach zajmowała ludność pochodzenia niemieckiego, która osiedliła się tutaj w XVIII wieku.
Dobrzyków był ośrodkiem działalności Stronnictwa Ludowego. Przyjeżdżał tu na wiece działacz ludowy z Gostynina Andrzej Czapski, stracony później przez Niemców. Wiece odbywały się w centrum wsi, przy pomniku Marszałka Piłsudskiego oraz w obszernym domu państwa Sosnowskich w Jordanowie. Większość Ludowców została w okresie okupacji wywieziona do obozów zagłady.
Aktywną działalność prowadził również Proboszcz ks. Władysław Duszczyk. Z jego inicjatywy powstało Katolickie Stowarzyszenie Młodzieży Męskiej i Żeńskiej, Stowarzyszenie Najświętszego Sakramentu (liczące 30 osób) oraz Krucjata Eucharystyczna (licząca 15 chłopców i 30 dziewczynek). W swej posłudze nie ustawał aż do dnia wywiezienia do obozu śmierci w Dachau – 25 kwietnia 1942 roku.

### II wojna światowa

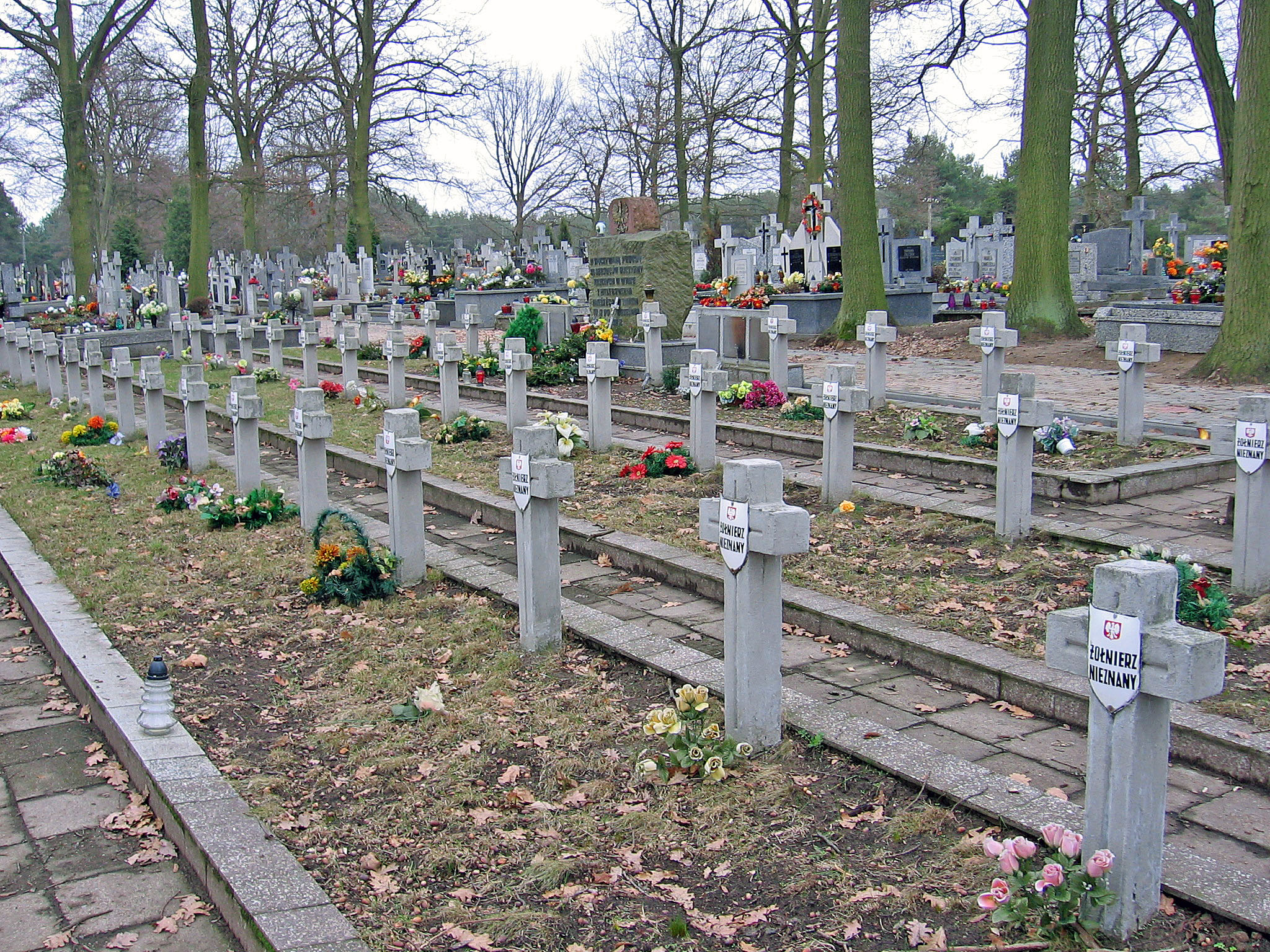
Grób Nieznanego Żołnierza

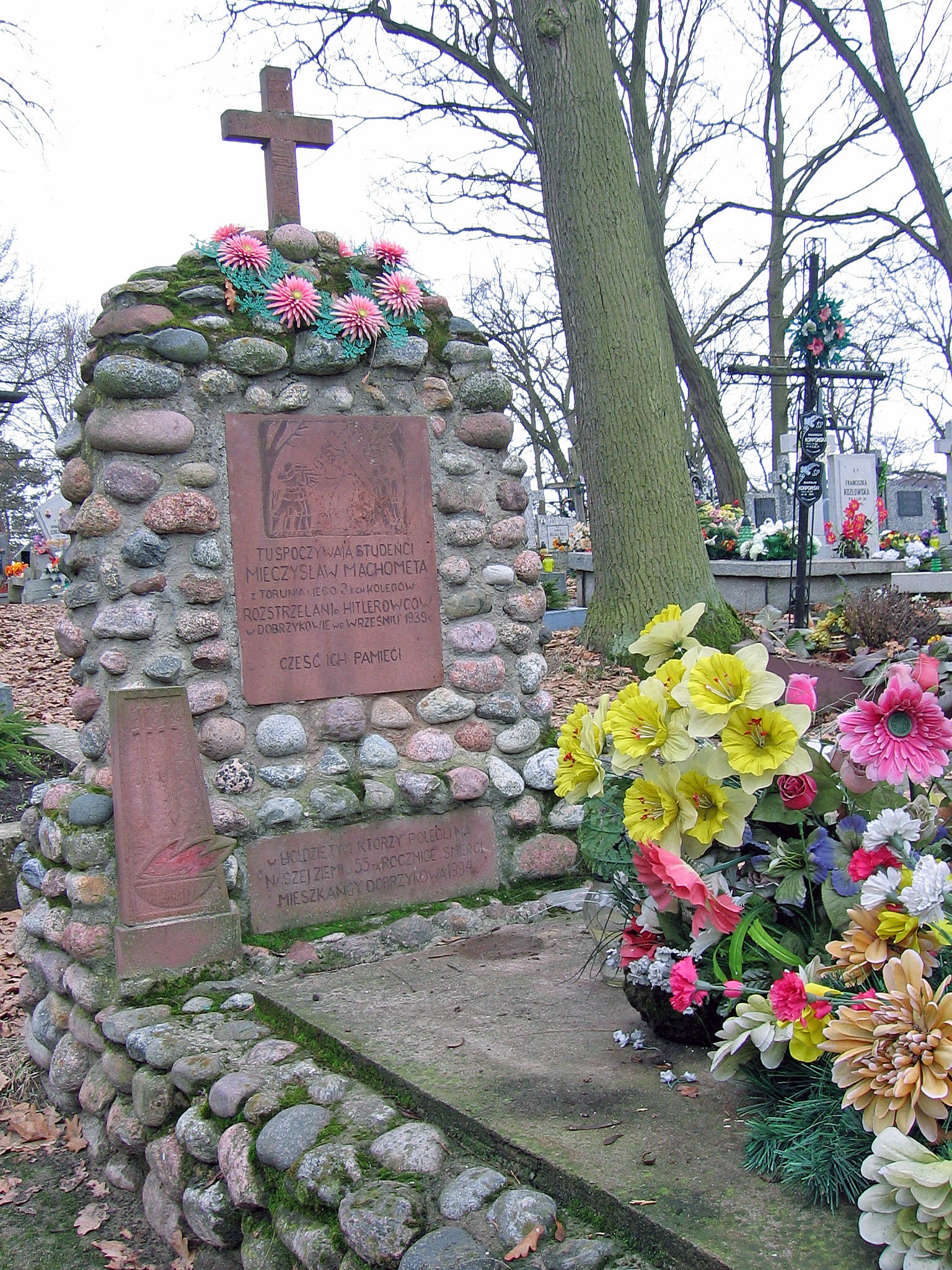
Mogiła poległych we wrześniu 1939 r

Tuż przed wybuchem II wojny światowej 31 sierpnia 1939 r. miała miejsce spóźniona mobilizacja i wyjazd powołanych mężczyzn na wojnę, po mszy św. w intencji ojczyzny, którą odprawił ks. Władysław Duszczyk – Proboszcz Parafii Dobrzyków. 3 września do zebranych, a w szczególności do młodzieży przemówił po mszy św., kierownik dobrzykowskiej szkoły Tadeusz Gross.
Obszar zachodniego Mazowsza znalazł się w zasięgu terytorialnym bitwy nad Bzurą. Lewy brzeg Wisły, od Płocka do Dobrzykowa, był broniony przez oddziały 19 pułku piechoty im. Obrońców Lwowa, wchodzące w skład Armii „Pomorze”. Miały one osłonić od północy polskie wojska i przede wszystkim nie dopuścić do przeprawy 3 niemieckiej dywizji piechoty. Mogłaby ona zdezorganizować tyły Armii „Pomorze”, która wspólnie z Armią „Poznań” rozpoczęła największą bitwę kampanii wrześniowej. 12-13 września 1939 r., mimo bohaterskiego oporu żołnierzy 14 pułku piechoty, Niemcom udało się sforsować Wisłę i zająć pozycje pod Dobrzykowem i Ciechomicami. Stamtąd, przy jednoczesnym bombardowaniu z powietrza, artyleria rozpoczęła ostrzeliwanie Gąbina.
Dowództwo polskie za wszelką cenę dążyło do wypchnięcia oddziałów niemieckich za Wisłę. 14 września od godziny 14.00 wywiązały się zaciekłe walki o las łącki i folwark Góry, trwające aż do wieczora. Niektóre oddziały wroga zostały okrążone, ale żadna ze stron nie osiągnęła jeszcze sukcesu. Około północy 27 DP, pod dowództwem pułkownika Gwidona Kawińskiego, przeszła ponownie do natarcia siłami 19 i 24 pułku. Z 27 DP współdziałała 15 DP, która z rejonu Gąbina nacierać miała w kierunku na Dobrzyków. Po ciężkim, nocnym boju wyparto Niemców z lasu, ale przyczółka dywizji niemieckiej nie udało się całkowicie zniszczyć. Niepowodzenie to należy tłumaczyć mało skutecznym natarciem dwóch pułków 15 DP pod Gąbinem. Natarcie było nieprzygotowane, przeprowadzone chaotycznie i bez dostatecznego wsparcia artylerii. Rankiem 15 września 3 niemiecka dywizja piechoty, licząc się z dalszymi atakami ze strony polskiej, zdecydowała się na wycofanie czołowych oddziałów na północ. Polskie kontrnatarcie, choć nie zakończyło się pełnym sukcesem, uniemożliwiło Niemcom rozwinięcie działań na północnym terenie bitwy nad Bzurą.
Pod Dobrzykowem zginęło ponad 300 żołnierzy polskich – przyszłych patronów tutejszej szkoły podstawowej. W czasie wojny do obozu zagłady zostali wywiezieni: kierownik szkoły podstawowej w Dobrzykowie Tadeusz Gross i ks. proboszcz Władysław Duszczyk. Tadeusz Gross zginął jesienią 1940 r. w obozie koncentracyjnym Mauthausen-Gusen. 18 stycznia 1945 roku wojska sowieckie zajęły Dobrzyków.
Hymnem Szkoły Podstawowej im. Obrońców Dobrzykowa w Dobrzykowie jest pieśń „O, śpijcie żołnierze” poświęcona pamięci pomordowanych żołnierzy. Jej autorem jest Mieczysław Skurosz. Utwór w 1972 r. nagrała na płytę (PN Muza SXL 0800) Maria Koterbska.

### Okres po II wojnie światowej

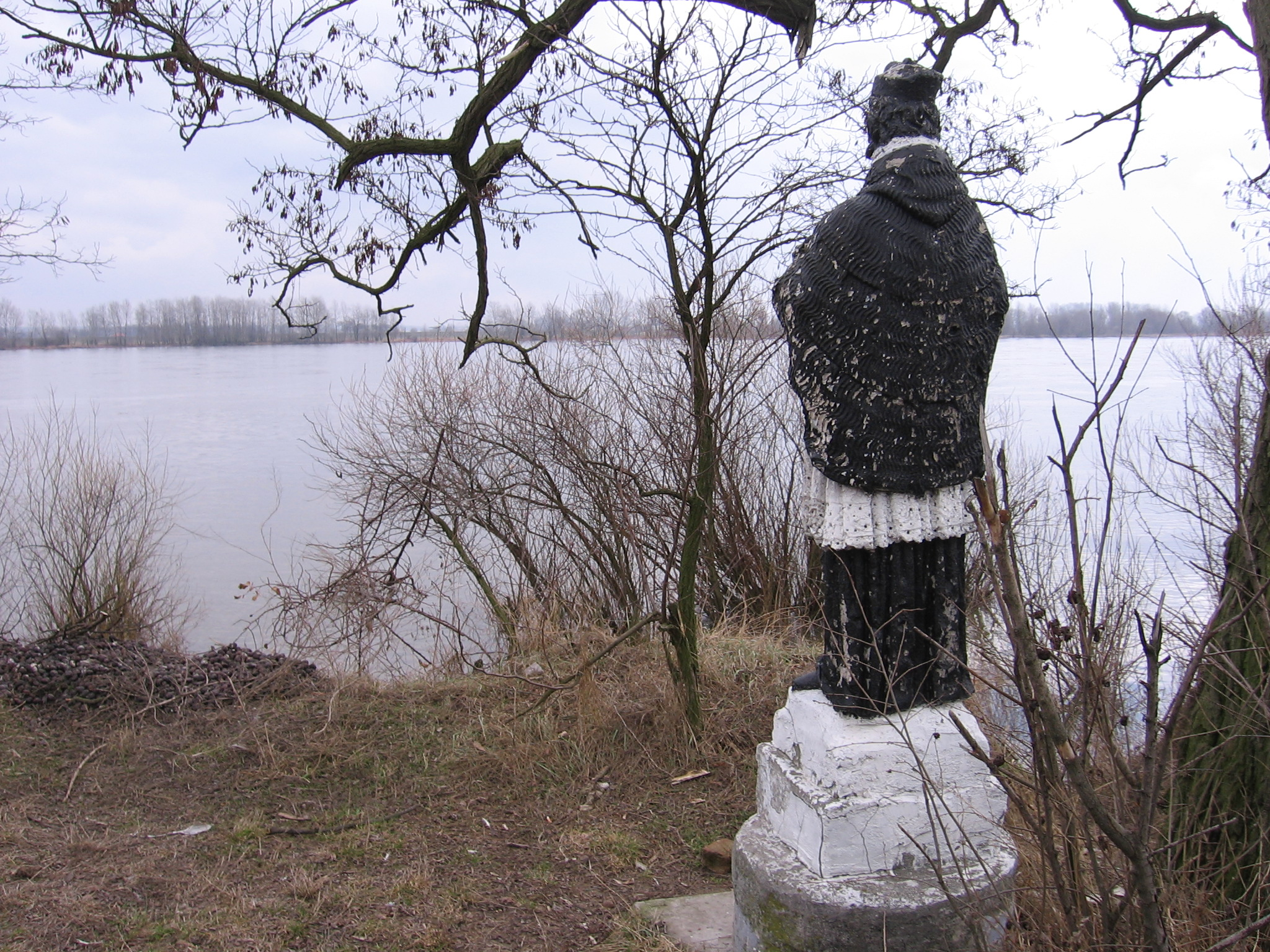
Figurka św. Jana Nepomucena spoglądająca ze skarpy na Wisłę

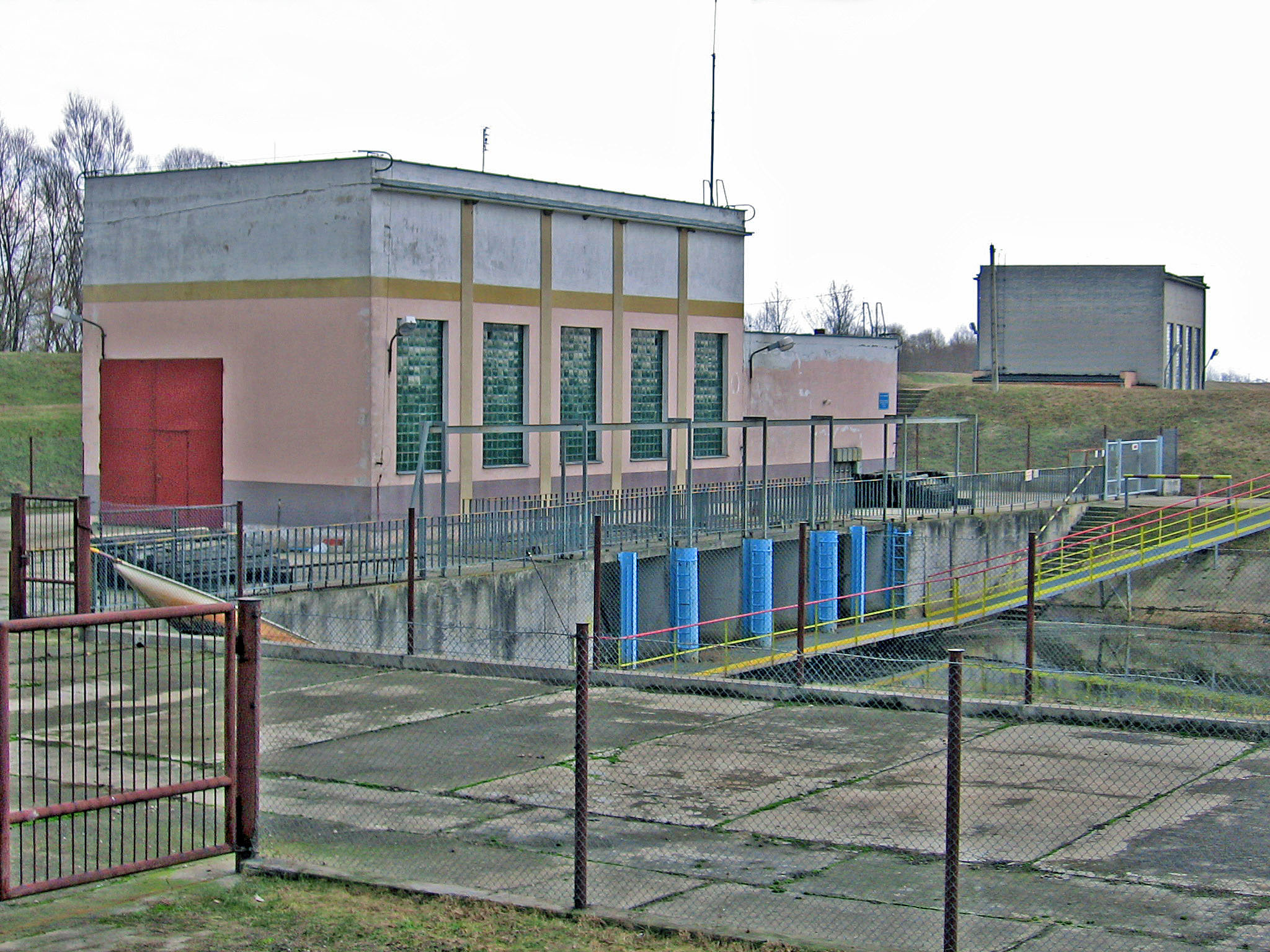
Pompownia nad Wisłą w Dobrzykowie. Po prawej stronie w głębi, stary budynek pompowni

Do 1954 roku siedziba wiejskiej gminy Dobrzyków. W latach 1954–1972 wieś należała i była siedzibą władz gromady Dobrzyków. W 1973 r. odtwarzając gminy utworzono gminę Gąbin. W latach 1975–1998 miejscowość położona była w województwie płockim. W styczniu 1982 r. Dobrzyków został częściowo zatopiony przez powódź, ucierpiały również pobliskie nadwiślańskie wioski. Wpływ na powstanie powodzi miały takie czynniki jak: obfite opady śniegu, deszcze, gwałtowne zmiany temperatury oraz stan wojenny i wynikający z jego rygorów brak łączności między służbami nadzorującymi zachowanie się rzeki. W korycie Wisły nastąpił gwałtowny przybór wody, a w okolicach Duninowa powstał zator lodowy. 8 stycznia spiętrzona kra spowodowała przerwanie wałów przeciwpowodziowych na lewym brzegu Wisły w Brwilnie i w Radziwiu. Tego dnia rozpoczęto ewakuację. Mieszkańcy Dobrzykowa nie wierzyli w powódź. Obserwowali opadającą wodę od strony Warszawy, tymczasem fala powodziowa zbliżała się z przeciwnej strony. 9 stycznia Wisła przerwała wały pod Dobrzykowem, spływając w kierunku starego koryta rzeki. Woda na zalanym obszarze miała miejscami nawet 5 m głębokości. Nagłówki płockich gazet mówiły o ewakuacji ludności w Popłacinie, Radziwiu, Borowiczkach, Dobrzykowie, Iłowie, Słubicach.
W maju 2010 roku ponownie rzeka Wisła przerwała wał przeciwpowodziowy, tym razem w miejscowości Świniary, ale mieszkańcy zdążyli ułożyć zaporę z worków z piaskiem i nie doszło do zalania całego Dobrzykowa. Woda zalała tu ul. Nadwiślańską, część ul. Kościelnej oraz fragment ul. Obrońców Dobrzykowa. W 2013 roku w Dobrzykowie został zburzony magazyn soli.

## Zabytki

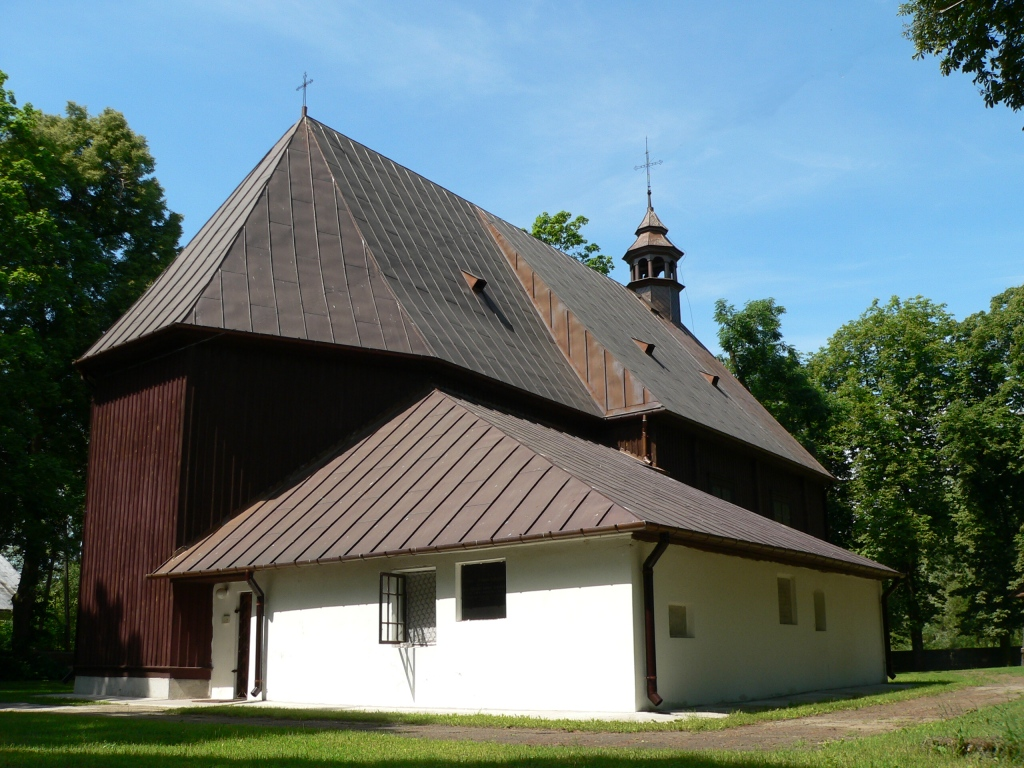
Drewniany kościół z 1775 r

- drewniany kościół parafialny pw. Narodzenia Najświętszej Maryi Panny z 1775 r. (jednak na tym miejscu istniała świątynia już przed XV wiekiem[12]. Wnętrze późnorenesansowe i barokowe.

Spośród zabytków sztuki sakralnej będących wyposażeniem wnętrza kościoła na uwagę zasługują:
- obraz Matki Bożej z Dzieciątkiem, malowany na desce, z pierwszej połowy XVII w.;
- chrzcielnica piaskowcowa, zapewne z XVI w.;
- stalle barokowe z pierwszej połowy XVIII w., pochodzące z rozebranego kościoła norbertanek w Płocku;
- Na belce tęczowej późnogotyckie posągi świętych i krucyfiks z pierwszej połowy XVI w.;
- renesansowa ambona ozdobiona trzema gotyckimi posążkami.

- na przykościelnym cmentarzu kaplica murowana z I poł. XIX wieku;
- przy kościele dwa okazałe jesiony – pomniki przyrody;
- na powstałym w XIX wieku cmentarzu rzymskokatolickim mogiły nieznanych żołnierzy polskich poległych we wrześniu 1939 r;
- spichlerz murowany (obecny budynek pochodzi z początku XIX wieku);
- Zespół zabudowań dawnej plebanii – murowany dom księży z XIX wieku oraz drewniane pomieszczenia gospodarcze z XX wieku – położony w sąsiedztwie kościoła parafialnego. Obecnie remontowany jest budynek murowany, który po zakończeniu prac ma pełnić funkcję miejsca spotkań dla parafian i lokalnej społeczności. Drewniane zabudowania stanowią pozostałość dawnego zaplecza gospodarczego plebanii.

## Placówki oświatowe

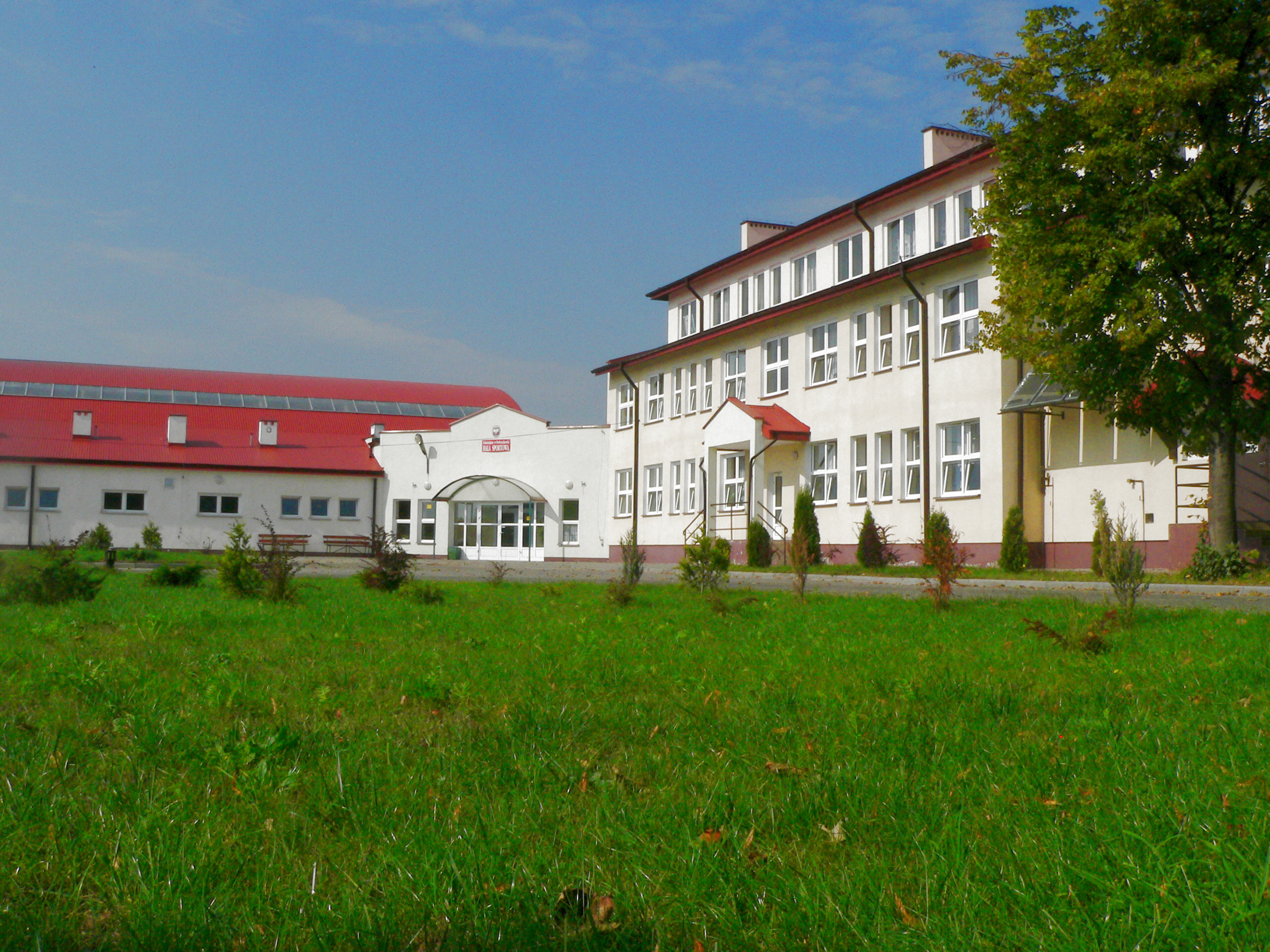
Dawne budynki gimnazjum, obecnie Szkoła Podstawowa i Żłobek Samorządowy (po lewej funkcjonująca hala gimnastyczna)

- Szkoła Podstawowa w Dobrzykowie im. Obrońców Dobrzykowa z 1939 r.
- Przedszkole Samorządowe w Dobrzykowie
- Żłobek Samorządowy w Dobrzykowie

## Media

### Telewizja
- Płock7 TV - telewizja internetowa z Płocka i okolic - sieć korespondencji w Dobrzykowie (trwa emisja testowa)[15]

## Komunikacja
- PKS – w Dobrzykowie znajdują się trzy przystanki PKS, skąd kilka razy dziennie odchodzą autobusy do Płocka, Gąbina, Sannik, Słubic, Nowego Troszyna, Pacyny, Iłowa, Sochaczewa i Żychlina oraz kilka razy w tygodniu do Warszawy.
- KM Płock – w Dobrzykowie znajdują się cztery przystanki linii 140, skąd kilka razy dziennie odchodzą autobusy do Płocka oraz do Gąbina[16].
- Bus Kom PKS Płock – w Dobrzykowie znajdują się dwa przystanki Bus Kom, skąd kilka razy dziennie odchodzą autobusy do Płocka oraz do Gąbina[17].

## Sławni dobrzykowianie
- Józef Herman Osiński – chemik, matematyk, pijar
- Wincenty Zakrzewski – historyk, rektor UJ
- ppor. Władysław Dubielak ps. „Myśliwy” – żołnierz ZWZ-AK, ROAK (zob. żołnierze wyklęci).